# Wściekłość (film 2017)
Wściekłość – polski film fabularny z 2017 roku w reżyserii Michała Węgrzyna, na podstawie scenariusza napisanego przez reżysera i Marcina Roykiewicza. Autorem zdjęć był Wojciech Węgrzyn.

## Fabuła
Młody prezenter telewizyjny Adam wychodzi z domu na siłownię. W samochodzie na parkingu wita go namiętnie młoda kobieta – Rozi. Po upojnych chwilach z kochanką Adam wraca do domu, biegnąc ścieżką rowerową na obwodnicy Warszawy na odcinku kilkunastu kilometrów. W trasie odbiera serię telefonów, m.in. od wydawcy stacji telewizyjnej, od żony, która odkryła jego romans i przechodzi załamanie nerwowe, szantażując go, od matki, z którą ma trudne relacje. W czasie długiego joggingu bohatera filmu spotyka szereg niespodziewanych i niebezpiecznych sytuacji.

## Obsada[3]
- Jakub Świderski jako Adam
- Paulina Chapko jako Edyta, żona Adama
- Małgorzata Zajączkowska jako matka Adama (tylko głos)
- Natalia Klimas jako Rozi, kochanka Adama
- Jakub Węgrzyn jako wydawca (tylko głos)
- Konrad Marszałek jako Pilecki oraz jako Witold Gadowski (tylko głos)
- Jan Piechociński jako prezes, szef Adama (tylko głos}
- Anna Węgrzyn jako pracownica radio taxi (tylko głos)
- Konrad Darocha jako „Kondor”
- Maciej Zuchowicz jako „Młody”
- Michał Węgrzyn jako trener Rozi w siłowni

## Nagrody[3]
- 2016 – Lizbona (Lisbon International Film Festival) – Nagroda dla najlepszego filmu fabularnego
- 2017 – Kalkuta (Calcutta International Cult Film Festival) – Nagroda za wybitne osiągnięcia
- 2017 – European Cinematography Award – Nagroda w kategorii: Najlepszy film fabularny, nagroda w styczniowej edycji
- 2017 – Paryż (Europejski Festiwal Filmów Niezależnych ECU) – Nagroda dla najlepszego filmu dramatycznego
- 2017 – Moskwa (Eurasia International Monthly Film Festival) – Nagroda za najlepsze zdjęcia w majowej edycji festiwalu – Wojciech Węgrzyn
- 2017 – Nottingham (Nottingham International Film Festival)
  - Nagroda dla najlepszego międzynarodowego filmu fabularnego
  - Nagroda Publiczności
- 2017 – Nador (Festival International de Cinema et Memoire Commune Nador) – Grand Prix